# 마나포우리 호수
마나포우리 호수(Lake Manapouri)는 뉴질랜드 남섬 피오르드랜드 국립공원에 있는 호수이다. 마나포우리는 마오리어로 "슬픈 마음"이라는 뜻으로 초기 지도제작들의 실수로 잘못 표기된 것이 굳어진 지명이다.

## 개요
마나포우리 호수에는 노스, 사우스, 웨스트 그리고 호프 4개의 만이 있으며, 약 33개의 섬으로 이루어져 있고, 그 중 22개 섬은 나무로 덮여 있여서 와이아우강으로 흐르는 하천이다. 이 섬들 중 가장 큰 섬은 포모나 섬이다.
이 호수는 허리 후미에는 마나포우리 발전소를 통해 수력전기를 공급하고 있으며, 이 발전소는 다우트풀 사운드 그리고 바다로 이어지는 2개의 10 킬로미터 방수 터널을 통해 물을 방출하고 있다. 1960년 발전소를 위해 수면을 최대 30미터 올릴 계획을 했지만, 전국적으로 강한 반대로 실현되지 못했다. 수면의 고도는 자연의 변화에 접근하기 위해, 신중하게 관리되고 있다. 이 호수는 피요르드랜드 국립공원과 세계유산 테 와히포우나무의 범위 안에 있다.

## 같이 보기
- 피요르드랜드 국립공원

## 갤러리

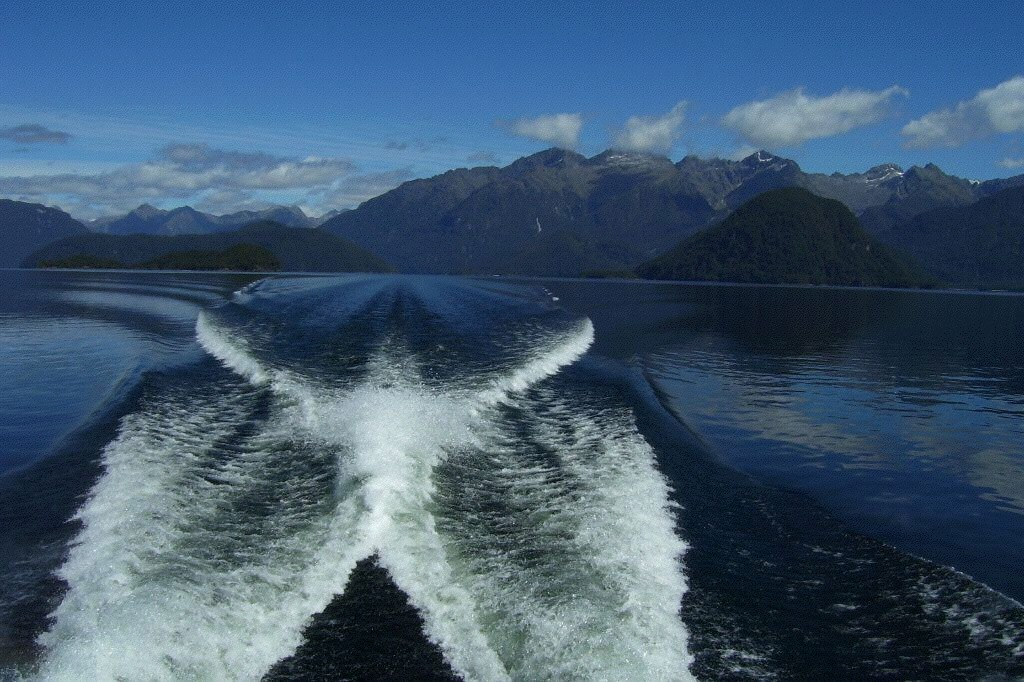
마우포우리
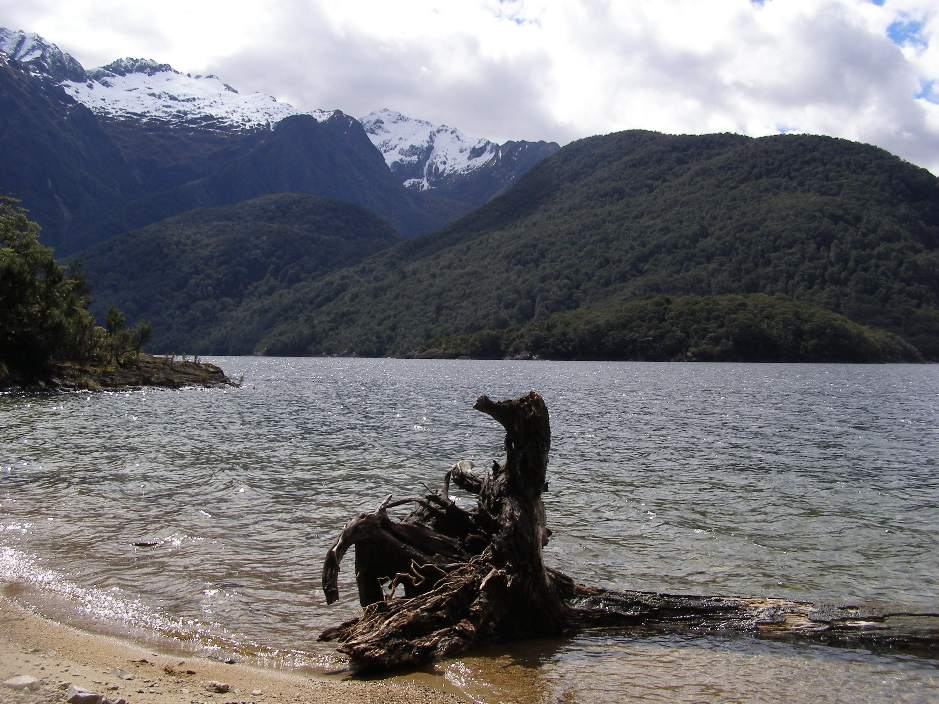
포모나 섬에서 본 캐씨드럴 피크